# Străoane (gmina)
Străoane – gmina w Rumunii, w okręgu Vrancea. Obejmuje miejscowości Muncelu, Repedea, Străoane i Văleni. W 2011 roku liczyła 3235 mieszkańców.